# Gastrolobium trilobum
Gastrolobium trilobum är en ärtväxtart som beskrevs av George Bentham. Gastrolobium trilobum ingår i släktet Gastrolobium och familjen ärtväxter. Inga underarter finns listade i Catalogue of Life.